# Cracau (Krefeld)

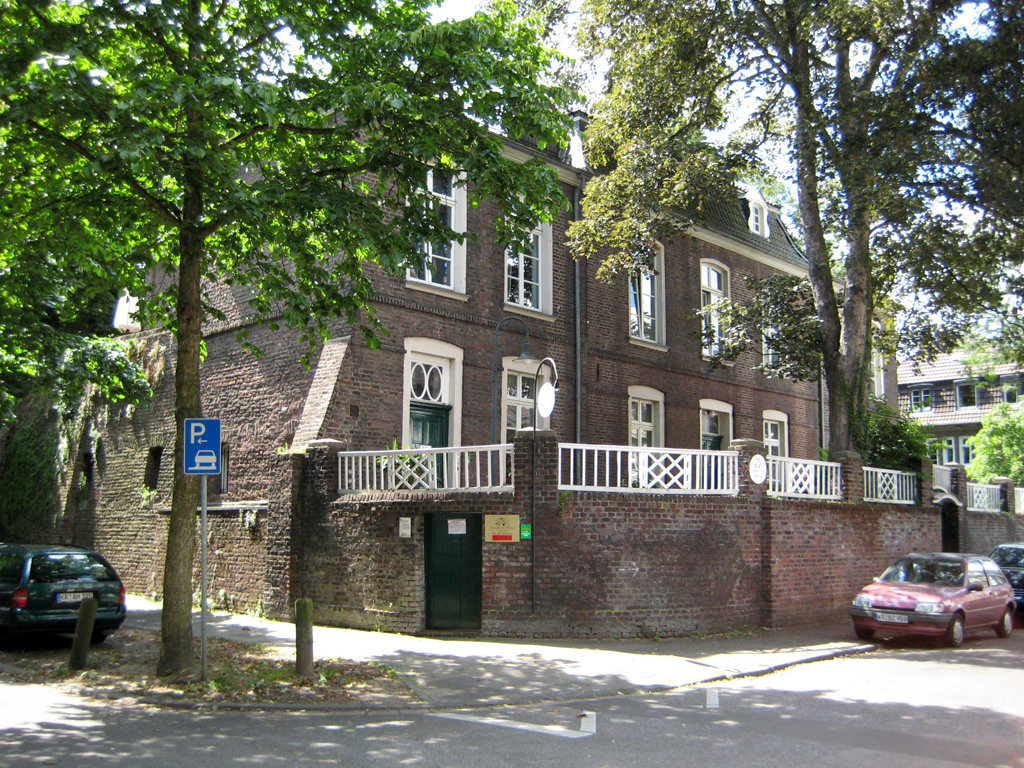
Hohes Haus in Cracau (2007)

Cracau ist ein Stadtteil der kreisfreien Stadt Krefeld in Nordrhein-Westfalen. Gemessen an seinen 22.029 Einwohnern (Stand 31. Dezember 2007) ist er der viertgrößte Krefelder Stadtteil. Cracau liegt östlich der Innenstadt und wird sonst von Inrath-Kliedbruch im Norden, Bockum im Osten und Dießem im Süden begrenzt. Cracau gehört zum Stadtbezirk Mitte.

## Geschichte
Cracau ist seit jeher Bestandteil von Krefeld. Hier lag die um 1400 von den Grafen von Moers errichtete und 1677 geschleifte Burg Cracau, die dem heutigen Stadtteil ihren Namen gab. Die Herkunft des Namens ist unklar. 1720 bis 1724 wurde aus den Bruchsteinen der geschleiften Burg Cracau das Schlösschen Cracau (auch Cracauen genannt) gebaut und in der 1. Hälfte des 19. Jahrhunderts aus dem gleichen Material und im gleichen Stil das „Hohe Haus“. In Cracauen wohnte fortan die Familie von Beckerath, die dort eine Seidenfärberei betrieb. Das Schlösschen wurde 1943 völlig zerstört, das „Hohe Haus“ überlebte den Zweiten Weltkrieg.

## Cracau heute
Der heutige Stadtteil hat im Südwesten noch starken Zentrumscharakter mit mehrgeschossiger Bebauung. Im Nordosten stehen vorwiegend Einfamilienhäuser und großzügige Villen. Besonders im sogenannten Bismarckviertel, welches um 1900 entstand, sind sehr viele Stadtvillen im Gründerzeit- und Jugendstil erhalten.
In Cracau liegt das Krefelder Arbeitsamt, das ehemalige Ständehaus des Landkreises Krefeld, der Großmarkt und der Sprödentalplatz, der als Ausstellungs- und Kirmesplatz genutzt wird. Der Stadtteil wird von mehreren Verkehrsachsen durchquert, die die Innenstadt mit der Autobahn und den anderen östlichen Stadtteilen verbindet. Drei Straßenbahnlinien und mehrere Buslinien durchkreuzen ebenfalls das Gebiet.

## Rezeption
2018 benannte der Musiker Björn Gögge ein Album nach dem Krefelder Stadtteil Cracau, in dem er während des Schreibprozesses lebte.